# Scaphytopius anisacanus
Scaphytopius anisacanus är en insektsart som beskrevs av Ball 1931. Scaphytopius anisacanus ingår i släktet Scaphytopius och familjen dvärgstritar. Inga underarter finns listade i Catalogue of Life.